# Jack Bergman
Pour les articles homonymes, voir Bergman.
John Warren Bergman, dit Jack Bergman, né le 2 février 1947 à Shakopee (Minnesota), est un militaire et homme politique américain, membre du Parti républicain et élu du Michigan à la Chambre des représentants des États-Unis lors des élections de 2016.

## Biographie

### Carrière militaire

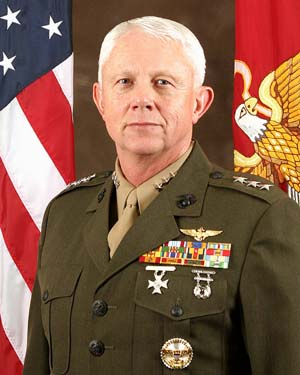
Le lieutenant-général Bergman en 2005.

Diplômé en 1969 du Gustavus Adolphus College (en), Jack Bergman rejoint le Corps des Marines des États-Unis (USMC), où il atteint le grade de lieutenant-général. Parallèlement, il obtient une maîtrise de l'université de Floride-Occidentale (en) en 1975. De 2003 à 2009, il commande la réserve des marines. Il prend sa retraite militaire en 2009.

### Carrière politique
En 2016, il est candidat à la Chambre des représentants des États-Unis dans le 1er district congressionnel du Michigan, dans le nord de l'État, pour succéder au républicain Dan Benishek.
Il arrive en tête de la primaire républicaine avec 38,6 % des voix devant Tom Casperson à 32 % (élu au Sénat du Michigan et soutenu par le sortant) et Jason Allen à 29,4 % (ancien élu au Sénat du Michigan). Il est élu représentant avec 54,9 % des suffrages contre 40,1 % pour Lon Johnson, candidat du Parti démocrate.
Il est réélu en 2018 avec 56,3 % des voix face au démocrate Matt Morgan et en 2020 avec 61,7 % des voix face au démocrate Dana Ferguson et au libertarien Ben Boren.